# Casa de Glücksburg
La casa de Schleswig-Holstein-Sonderburg-Glücksburg-Beck (en danés: Slesvig-Holsten-Sønderborg-Lyksborg), llamada también casa de Glücksburg, por tener su origen en Glücksburg, ciudad del norte de Alemania, es la dinastía reinante en Dinamarca y Noruega y fue la casa de los reyes de Grecia hasta la abolición de la monarquía en ese país. Su lema es «Ισχύς μου ἡ ἀγάπη τοῦ λαοῦ» (Isjís mu i agápi tu laú, que en español significa «Mi fuerza es el amor del pueblo»).
Es una rama de la dinastía de los Oldemburgo, casa real danesa descendiente del rey Cristián III. Se cuentan entre sus miembros la reina Sofía de España y el fallecido duque Felipe de Edimburgo.

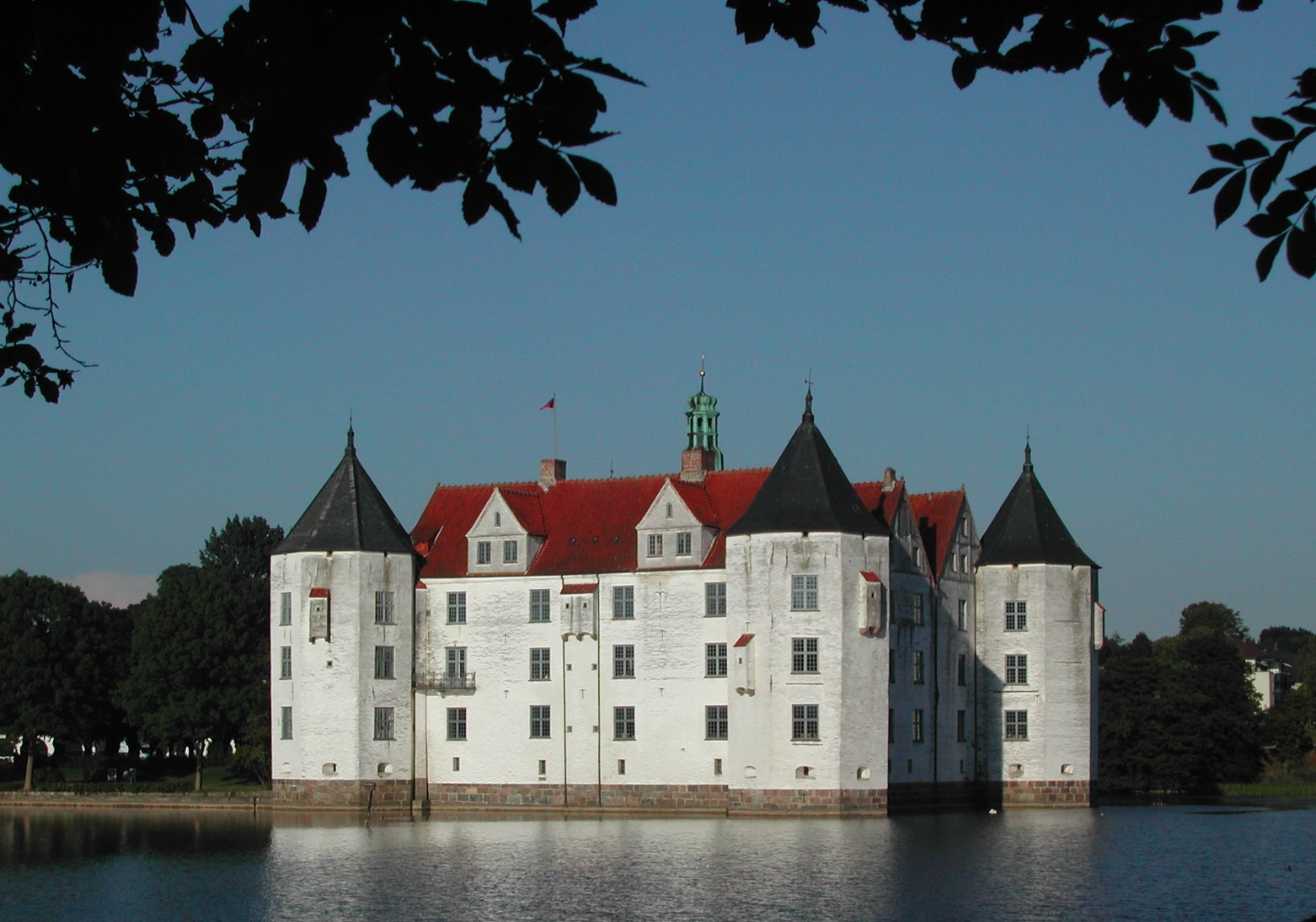
El palacio de Glücksburg, uno de los palacios renacentistas más importantes del norte de Europa.

Esta particular rama de la realeza de Dinamarca proviene del ducado de Schleswig-Holstein-Sonderburg-Beck. Este último luego se llamaría Glücksburg y cambió su título de acuerdo a los deseos del duque Federico Guillermo de Schleswig-Holstein-Sonderburg-Glücksburg, que estuvo casado con la princesa Luisa Carolina de Hesse-Kassel, una nieta del rey Federico V de Dinamarca. Ni el ducado de Beck ni el de Glücksburg eran soberanos de su territorio, pues ocuparon el feudo a los duques de Schleswig y Holstein —el rey de Dinamarca y (antes de 1773) el ducado de Holstein-Gottorp—.
Cristián IX, el cuarto hijo de Federico Guillermo, fue elegido por el rey Federico VII de Dinamarca, quien no tenía hijos, para ser su heredero. Como Cristián se casó con la prima hermana de Federico, Luisa de Hesse, Guillermo, el segundo hijo del príncipe heredero a la corona Cristián y la princesa Luisa, fue elegido rey de Grecia el 30 de marzo de 1863 para suceder al depuesto representante de la casa de Wittelsbach, Otón de Grecia, y tomó el nombre de Jorge I de Grecia. Su padre llegó a ser rey de Dinamarca tomando el nombre de Cristián IX el 15 de noviembre de 1863. El príncipe Carlos, segundo hijo de Federico VIII de Dinamarca, el hijo mayor de Cristián IX, subió al trono de Noruega el 18 de noviembre de 1905 llamándose Haakon VII de Noruega. Las hijas de Cristián IX: Alejandra de Dinamarca y Dagmar de Dinamarca (quien se llamaría luego María Feodorovna), se casaron con Eduardo VII del Reino Unido y Alejandro III de Rusia, respectivamente. Lo que significa que para 1914, los descendientes del rey Cristián IX habían asumido casi tantos tronos europeos como los descendientes de la reina Victoria.

## Ducado deGlücksburg(1825-1931), ducado deSchleswig-Holstein(1931-presente)
- 1816-31 Federico Guillermo de Schleswig-Holstein-Sonderburg-Glücksburg
- 1831-63/78 Carlos de Schleswig-Holstein-Sonderburg-Glücksburg
- 1863-66/85 Federico de Schleswig-Holstein-Sonderburg-Glücksburg
- 1885-1934 Federico Fernando de Schleswig-Holstein, duque de Schleswig-Holstein-Sonderburg-Glücksburg, desde 1931 duque de Schleswig-Holstein
- 1934-65 Guillermo Federico de Schleswig-Holstein
- 1965-80 Pedro de Schleswig-Holstein
- 1980-2023 Cristóbal de Schleswig-Holstein
- 2023- Federico Fernando de Schleswig-Holstein (nacido en 1985)

## Casa real de Dinamarca, 1863-presente
- Cristián IX de Dinamarca (1818-1906, reinó desde 1863 hasta 1906).
- Federico VIII de Dinamarca (1843-1912, reinó desde 1906 hasta 1912).
- Cristián X de Dinamarca (1870-1947, reinó desde 1912 hasta 1947).
- Federico IX de Dinamarca (1899-1972, reinó desde 1947 hasta 1972).
- Margarita II de Dinamarca (1940-, reinó desde 1972 hasta 2024).
- Federico X de Dinamarca (1968-, reina desde 2024)

| Imagen | Nombre        | Nacimiento               | Inicio                  | Fin                 | Muerte              | Escudo |
| ------ | ------------- | ------------------------ | ----------------------- | ------------------- | ------------------- | ------ |
|        | Cristián IX   | 8 de abril de 1818       | 15 de noviembre de 1863 | 29 de enero de 1906 | 29 de enero de 1906 |        |
|        | Federico VIII | 3 de junio de 1843       | 29 de enero de 1906     | 14 de mayo de 1912  | 14 de mayo de 1912  |        |
|        | Cristián X    | 26 de septiembre de 1870 | 14 de mayo de 1912      | 20 de abril de 1947 | 20 de abril de 1947 |        |
|        | Federico IX   | 11 de marzo de 1899      | 20 de abril de 1947     | 14 de enero de 1972 | 14 de enero de 1972 |        |
|        | Margarita II  | 16 de abril de 1940      | 14 de enero de 1972     | 14 de enero de 2024 | 14 de enero de 2024 |        |
|        | Federico X    | 26 de mayo de 1968       | 14 de enero de 2024     | Reinante            | Reinante            |        |

## Casa real de Grecia, 1863-1973
- Jorge I de Grecia (1845-1913, reinó desde 1863 hasta 1913).
- Constantino I de Grecia (1868-1923, reinó desde 1913 hasta 1917, y desde 1920 hasta 1922).
- Alejandro I de Grecia (1893-1920, reinó desde 1917 hasta 1920).
- Jorge II de Grecia (1890-1947, reinó desde 1922 hasta 1924, y desde 1935 hasta 1947).
- Pablo I de Grecia (1901-1964, reinó desde 1947 hasta 1964).
- Constantino II de Grecia (1940-2023, reinó desde 1964 hasta 1973).

| Imagen                  | Nombre         | Nacimiento              | Inicio                   | Fin                     | Muerte                  | Escudo |
| ----------------------- | -------------- | ----------------------- | ------------------------ | ----------------------- | ----------------------- | ------ |
|                         | Jorge I        | 24 de diciembre de 1845 | 30 de marzo de 1863      | 18 de marzo de 1913     | 18 de marzo de 1913     |        |
|                         | Constantino I  | 2 de agosto de 1868     | 18 de marzo de 1913      | 13 de junio de 1917     | 11 de enero de 1923     |        |
| 19 de diciembre de 1920 | Constantino I  | 2 de agosto de 1868     | 27 de septiembre de 1922 |                         | 11 de enero de 1923     |        |
|                         | Alejandro I    | 1 de agosto de 1893     | 13 de junio de 1917      | 19 de diciembre de 1920 | 19 de diciembre de 1920 |        |
|                         | Jorge II       | 19 de julio de 1890     | 27 de septiembre de 1922 | 25 de marzo de 1924     | 1 de abril de 1947      |        |
| 3 de noviembre de 1935  | Jorge II       | 19 de julio de 1890     | 1 de abril de 1947       | 1 de abril de 1947      |                         |        |
|                         | Pablo I        | 14 de diciembre de 1901 | 1 de abril de 1947       | 6 de marzo de 1964      | 6 de marzo de 1964      |        |
|                         | Constantino II | 2 de junio de 1940      | 6 de marzo de 1964       | 29 de junio de 1973     | 10 de enero de 2023     |        |
| Jefes de la casa real   |                |                         |                          |                         |                         |        |
|                         | Pablo          | 20 de mayo de 1967      | 10 de enero de 2023      | Presente                | Presente                |        |

## Casa real de Noruega, 1905-presente
- Haakon VII de Noruega (1872-1957, reinó desde 1905 hasta 1957).
- Olaf V de Noruega (1903-1991, reinó desde 1957 hasta 1991).
- Harald V de Noruega (1937-, reina desde 1991).

| Imagen | Nombre     | Nacimiento              | Inicio                   | Fin                      | Muerte                   | Escudo |
| ------ | ---------- | ----------------------- | ------------------------ | ------------------------ | ------------------------ | ------ |
|        | Haakon VII | 3 de agosto de 1872     | 2 de julio de 1903       | 21 de septiembre de 1957 | 21 de septiembre de 1957 |        |
|        | Olaf V     | 14 de noviembre de 1948 | 21 de septiembre de 1957 | 17 de enero de 1991      | 17 de enero de 1991      |        |
|        | Harald V   | 21 de febrero de 1937   | 17 de enero de 1991      | Reinante                 | Reinante                 |        |

## Casa Real del Reino Unido, 2022-presente
Los hijos y descendientes por vía masculina de Isabel II forman parte de la casa de Glücksburg, por ser a la que pertenecía el consorte de la reina, el príncipe Felipe de Edimburgo, aunque la casa real mantiene el nombre de Windsor, por carta patente de 1960.
- Carlos III del Reino Unido (1948-, reina desde 2022).

| Imagen | Nombre     | Nacimiento              | Inicio                  | Fin      | Muerte   | Escudo |
| ------ | ---------- | ----------------------- | ----------------------- | -------- | -------- | ------ |
|        | Carlos III | 14 de noviembre de 1948 | 8 de septiembre de 2022 | Reinante | Reinante |        |

## Otros miembros notables
- Alejandra de Dinamarca (1844-1925). Hija de Cristián IX de Dinamarca, fue reina consorte del Reino Unido durante el reinado de su marido Eduardo VII. Fue madre del príncipe Alberto Víctor, duque de Clarence, Jorge V del Reino Unido, princesa Luisa, duquesa de Fife, princesa Victoria, Maud, reina de Noruega. De la reina Alejandra descienden los actuales miembros del Reino Unido de la casa de Windsor, desde la línea de descendencia del rey Jorge V. Asimismo descienden los actuales miembros de la casa de Glucksburg de Noruega, desde la línea de descendencia de Maud, reina de Noruega.
- Ingeborg de Dinamarca (1878-1958). Hija de Federico VIII de Dinamarca y esposa de Carlos de Västergötland. Fue madre de Margarita de Suecia, Marta de Suecia, Astrid de Suecia y Carlos Bernadotte (quienes no fueron miembros de esta casa real, pero lo fueron de la casa de Bernadotte).
- Elena de Grecia y Dinamarca (1896-1982). Esposa de Carlos II de Rumania y madre de Miguel I de Rumania.;
- Olga de Grecia y Dinamarca (1903-1997). Esposa del regente Pablo, príncipe de Yugoslavia;
- Irene de Grecia y Dinamarca (1904-1974). Esposa de Tomislav II de Croacia;
- Marina de Grecia (1906-1968). Esposa del príncipe Jorge, duque de Kent;
- Cecilia de Grecia y Dinamarca (1911-1937). Esposa de Jorge Donato, gran duque heredero de Hesse.
- Alejandra de Grecia y Dinamarca (1921-1993), esposa de Pedro II de Yugoslavia.
- Felipe de Edimburgo (1921-2021). Nieto de Jorge I de Grecia. De él descienden los actuales miembros del Reino Unido, algunos de ellos bajo el apellido Mountbatten-Windsor y otros bajo el de Windsor.
- Sofía de Grecia (1938- ). Esposa del rey Juan Carlos I de España, hermana del rey Constantino II y madre del rey Felipe VI de España.
- Miguel de Grecia y Dinamarca (1939-2024). Hijo del príncipe Cristóbal de Grecia y Dinamarca y la princesa Francisca de Orleans; nieto del rey Jorge I de Grecia. Las hijas de Miguel, Alejandra y Olga Isabel, no usaron el prefijo "de Dinamarca".

## Lista de miembros de la casa de Schleswig-Holstein-Sonderburg-Glücksburg
- Cristián IX de Dinamarca (1818-1906), tuvo 3 hijos y 3 hijas;

1. Federico VIII de Dinamarca (1843-1912), tuvo 4 hijos y 4 hijas;
A. Cristián X de Dinamarca (1870-1947), tuvo 2 hijos;
I. Federico IX de Dinamarca (1899-1972), tuvo 3 hijas;
a. Margarita II de Dinamarca (nac. 1940), tiene 2 hijos (ver Familia real danesa);
b. Princesa Benedicta de Dinamarca (nac. 1944), casada con Ricardo, 6.º príncipe de Sayn-Wittgenstein-Berleburg, tiene 1 hijo y 2 hijas
c. Princesa Ana María de Dinamarca, reina de Grecia (nac. 1946), casada con el rey Constantino II de Grecia, tiene 3 hijos y 2 hijas;
II. Príncipe Heredero Canuto de Dinamarca (1900-1976), tuvo 2 hijos y 1 hija;
a. Princesa Isabel de Dinamarca (1935-2018);
b. Conde Ingolf de Rosenborg (nac. Príncipe Ingolf de Dinamarca) (nac. 1940);
c. Conde Cristián de Rosenborg (nac. Príncipe Cristián de Dinamarca) (nac. 1942-2013), tuvo 3 hijas;
i. Condesa Josefina de Rosenborg (nac. 1972), casada con Thomas Schmidt, tiene 1 hijo y 1 hija;
ii. Condesa Camille de Rosenborg (nac. 1972), casada con Mikael Rosanes, tiene 3 hijos y 1 hija;
iii. Condesa Feodora de Rosenborg (nac. 1975), casada con Morten Rønnow, tiene 1 hija;
B. Haakon VII de Noruega (1872-1957), tuvo 1 hijo;
I. Olaf V de Noruega (1903-1991), tuvo 1 hijo y 2 hijas;
a. Princesa Ragnhild de Noruega (1930-2012), casada con Erling Sven Lorentzen, tiene 1 hijo y 2 hijas;
b. Princesa Astrid de Noruega (nac. 1932), casada con Johan Martin Ferner, tiene 2 hijos y 3 hijas;
c. Harald V de Noruega (nac. 1937), tiene 1 hijo y 1 hija;
i. Princesa Marta Luisa de Noruega (nac. 1971), casada con Ari Behn, tiene 3 hijas;
ii. Haakon, príncipe heredero de Noruega (nac. 1973), casado con Mette-Marit Tjessem Høiby tiene 1 hijo y 1 hija;
1. Princesa Ingrid Alejandra de Noruega (nac. 2004);
2. Príncipe Sverre Magnus de Noruega (nac. 2005);
C. Princesa Luisa de Dinamarca (1875-1906), casada con el príncipe Federico de Schaumburg-Lippe, tuvo 1 hijo y 2 hijas;
D. Príncipe Harald de Dinamarca (1876-1949), casado con Elena Adelaida de Schleswig-Holstein-Sonderburg-Glücksburg, tuvo 2 hijos y 3 hijas;
I. Princesa Feodora de Dinamarca (1910-1975), casada con príncipe Cristián de Schaumburg-Lippe (1898-1974, tuvo 3 hijos y 1 hija;
II. Princesa Carolina-Matilde de Dinamarca (1912-1995), casada con el príncipe Canuto de Dinamarca, tuvo 2 hijos y 1 hija;
III. Princesa Alejandrina Luisa de Dinamarca de Dinamarca (1914-1962), casada con el conde Luitpold of Castell-Castell, tuvo descendencia;
IV. Príncipe Gorm de Dinamarca (1919-1991), sin hijos;
V. Conde Oluf de Rosenborg (nac. príncipe Oluf de Dinamarca) (1923-1990), tuvo 1 hijo y 1 hija;
a. Conde Ulrik de Rosenborg (nac. 1950), tiene 1 hijo y 1 hija;
i. Condesa Catalina de Rosenborg (nac. 1982);
ii. Conde Felipe de Rosenborg (nac. 1986);
E. Princesa Ingeborg de Dinamarca (1878-1958), casada con el príncipe Carlos de Suecia, duque de Västergötland, tuvo 1 hijo y 3 hijas;
F. Princesa Thyra de Dinamarca (1880-1945), nunca se casó, sin hijos;
G. Príncipe Gustavo de Dinamarca (1887-1944), nunca se casó, sin hijos;
H. Princesa Dagmar de Dinamarca (1890-1961), casada con Jørgen Castenskiold, tuvo 3 hijos y 1 hija;
2. Princesa Alejandra de Dinamarca (1844-1925), reina consorte del Reino Unido durante el reinado de su marido Eduardo VII, tuvo 3 hijos y 3 hijas;
3. Jorge I de Grecia (nac. príncipe Vilhelm de Dinamarca) (1845-1913), tuvo 5 hijos y 3 hijas;
A. Constantino I de Grecia (1868-1923), tuvo 3 hijos y 3 hijas;
I. Jorge II de Grecia (1890-1947), sin hijos;
II. Alejandro I de Grecia (1893-1920), casado con Aspasía Mánou, tuvo 1 hija;
a. Princesa Alejandra de Grecia y Dinamarca, reina de Yugoslavia (1921-1993), casada con Pedro II de Yugoslavia, tuvo 1 hijo;
III. Princesa Elena de Grecia y Dinamarca, reina de Rumanía (1896-1982), casada con Carlos II de Rumania, tuvo 1 hijo;
IV. Pablo I de Grecia (1901-1964), tuvo 1 hijo y 2 hijas;
a. Princesa Sofía de Grecia y Dinamarca, reina de España (nac. 1938), casada con Juan Carlos I de España, tiene 1 hijo y 2 hijas;
b. Constantino II de Grecia (1940-2023), tuvo 3 hijos y 2 hijas;
i. Princesa Alexia de Grecia y Dinamarca (nac. 1965), casada con Carlos Morales Quintana, tiene 1 hijo y 3 hijas;
ii. Pablo de Grecia y Dinamarca, príncipe Heredero de Grecia (nac. 1967), tiene 4 hijos y 1 hija;
1. Princesa María-Olimpia de Grecia y Dinamarca (nac. 1996);
2. Príncipe Constantine Alexios de Grecia y Dinamarca (nac. 1998);
3. Príncipe Achileas-Andreas de Grecia y Dinamarca (nac. 2000);
4. Príncipe Odysseas-Kimon de Grecia y Dinamarca (nac. 2004);
5. Príncipe Aristide Stavros de Grecia y Dinamarca (nac. 2008);
iii. Príncipe Nicolás de Grecia y Dinamarca (nac. 1969);
iv. Princesa Teodora de Grecia y Dinamarca (nac. 1983);
v. Príncipe Felipe de Grecia y Dinamarca (nac. 1986), casado con Nina Flohr en 2020;
c. Princesa Irene de Grecia y Dinamarca (nac. 1942), permanece soltera;
V. Princesa Irene de Grecia y Dinamarca (1904-1974), casada con príncipe Aimón, duque de Aosta, brevemente reina de Croacia, tuvo 1 hijo;
VI. Princesa Catalina de Grecia y Dinamarca (1913-2007), casada con Richard Brandram, tuvo 1 hijo;
B. Príncipe Jorge de Grecia y Dinamarca (1869-1957), casado con María Bonaparte, princesa Napoleón, tuvo 1 hijo y 1 hija;
I. Príncipe Pedro de Grecia y Dinamarca (1908-1980), casado morganáticamente con Irina Aleksandrovna Ovtchinnikova (1900-1990), que apartó al príncipe de sus derechos dinásticos,sin hijos;
II. Princesa Eugenia de Grecia y Dinamarca (1910-1989), casada con el príncipe Dominico Raniero Radziwiłł, tuvo 1 hijo y 1 hija; casada por 2.ª vez con Raimundo, duque de Castel Duino, tuvo 1 hijo
C. Princesa Alejandra de Grecia y Dinamarca (1870-1891), casada con gran duque Pablo Alexandrovich de Rusia, tuvo 1 hijo y 1 hija;
D. Príncipe Nicolás de Grecia y Dinamarca (1872-1938), casado con la gran duquesa Elena Vladímirovna Románova, tuvo 3 hijas;
I. Princesa Olga de Grecia y Dinamarca (1903-1997), casada con el príncipe Pablo de Yugoslavia, tuvo 1 hijo y 2 hijas;
II. Princesa Isabel de Grecia y Dinamarca (1904-1955), casada con Carlos Teodoro, conde de Toerring-Jettenbach, tuvo 1 hijo y 1 hija;
III. Princesa Marina de Grecia y Dinamarca (1906-1968), casada con el príncipe Jorge del Reino Unido, duque de Kent, tuvo 2 hijos y 1 hija;
E. Princesa Maria de Grecia y Dinamarca (1876-1940), casada con el gran duque Jorge Mijailovich de Rusia, tuvo 2 hijas, y después con el almirante Pericles Ioannidis, sin hijos;
F. Princesa Olga de Grecia y Dinamarca (nac. 1881), died young
G. Príncipe Andrés de Grecia y Dinamarca (1882-1944), casado con la princesa Alicia de Battenberg, tuvo 1 hijo y 4 hijas;
I. Princesa Margarita de Grecia y Dinamarca (1905-1981), casada con el príncipe Godofredo de Hohenlohe-Langenburg, tuvo 4 hijos y 1 hija
II. Princesa Teodora de Grecia y Dinamarca (1906-1969), casada con Bertoldo, margrave de Baden, tuvo 2 hijos y 1 hija
III. Princesa Cecilia de Grecia y Dinamarca (1911-1937), casada el gran duque Jorge Donato, gran duque heredero de Hesse-Darmstadt, tuvo 3 hijos y 1 hija
IV. Princesa Sofía de Grecia y Dinamarca (1914-2001), casada con el príncipe Cristóbal Ernesto de Hesse-Kassel, tuvo 2 hijos y 3 hijas, y luego con el príncipe Jorge Guillermo de Hannover, tuvo 2 hijos y 1 hija;
V. Príncipe Felipe, duque de Edimburgo (nac. príncipe de Grecia y Dinamarca) (1921-2021), casado con la futura reina Isabel II del Reino Unido, tuvo 3 hijos y 1 hija;
a. Carlos III (nac. 1948), tiene 2 hijos;
i. Guillermo, príncipe de Gales (nac. 1982), tiene 2 hijos y 1 hija;
1. Príncipe Jorge de Gales (nac. 2013);
2. Princesa Carlota de Gales (nac. 2015);
3. Príncipe Luis de Gales (nac. 2018);
ii. Príncipe Enrique (Harry), duque de Sussex (nac. 1984), tiene 1 hijo y 1 hija;
1. Archie Mountbatten-Windsor (nac. 2019);
2. Lilibet Mountbatten-Windsor (nac. 2021);
b. Ana, princesa real (nac. 1950), casada con Mark Phillips, tuvo 1 hijo y 1 hija, divorciada; casada con sir Timothy Laurence, sin hijos;
c. Príncipe Andrés, duque de York (nac. 1960), tiene 2 hijas;
i. Princesa Beatriz de York (nac. 1988);
ii. Princesa Eugenia de York (nac. 1990);
d. Príncipe Eduardo, conde de Wessex (nac. 1964), tiene 1 hijo y 1 hija;
i. Lady Luisa Mountbatten-Windsor (nac. 2003);
ii. Jacobo Mountbatten-Windsor, vizconde Severn (nac. 2007);
H. Príncipe Cristóbal de Grecia y Dinamarca (1888-1940), casado primero con Nancy Stewart Worthington Leeds y después con la princesa Francisca de Orleans, tuvo 1 hijo;
I. Príncipe Miguel de Grecia y Dinamarca (nac. 1939), tiene 2 hijas;
a. Princesa Alejandra de Grecia (nac. 1968), casada con Nicolas Mirzayantz, tiene 2 hijos
b. Princesa Olga de Grecia (nac. 1971), casada con el príncipe Aimón, duque de Apulia, tiene 1 hijo
4. Princesa María Sofía Federica Dagmar de Dinamarca (1847-1928), casada con Alejandro III de Rusia, tuvo 4 hijos y 2 hijas
5. Princesa Thyra de Dinamarca (1853-1933), casada con Ernesto Augusto, príncipe heredero de Hanover, tuvo 3 hijos y 3 hijas
6. Príncipe Valdemar de Dinamarca (1858-1939), tuvo 4 hijos y 1 hija;
A. Príncipe Aage, Conde de Rosenborg (nac. Príncipe Aage de Dinamarca) (1887-1940), tuvo 1 hijo;
I. Conde Valdemar de Rosenborg (1915-1995)
B. Príncipe Axel de Dinamarca (1888-1964), tuvo 2 hijos;
I. Príncipe Jorge Valdemar de Dinamarca (1920-1986), sin hijos
II. Conde Flemming Valdemar de Rosenborg (nac. príncipe Flemming de Dinamarca) (1922-2002), tuvo 3 hijos y 1 hija;
a. Conde Axel de Rosenborg (nac. 1950), tiene 2 hijos y 2 hijas;
i. Condesa Julia de Rosenborg (nac. 1977)
ii. Conde Carl Johan de Rosenborg (nac. 1979)
iii. Condesa Désirée de Rosenborg (nac. 1990)
iv. Conde Alejandro de Rosenborg (nac. 1993)
b. Conde Birger de Rosenborg (nac. 1950), tiene 1 hija;
i. Condesa Benedicta de Rosenborg (nac. 1975)
c. Conde Carl Johan de Rosenborg (nac. 1952), tiene 2 hijas;
i. Condesa Carolina de Rosenborg (nac. 1984)
ii. Condesa Josefina de Rosenborg (nac. 1999)
d. Condesa Désirée de Rosenborg (nac. 1955), tiene 2 hijos y 1 hija
C. Conde Erik de Rosenborg (nac. Prince Erik de Dinamarca) (1890-1950), tuvo 1 hijo y 1 hija;
I. Condesa Alejandra de Rosenborg (1927-1992), casada con Ivar Emil Vind, sin hijos
II. Conde Cristián de Rosenborg (1932-1997), tuvo 1 hijo y 1 hija;
a. Conde Valdemar de Rosenborg (nac. 1965), tiene 1 hijo y 1 hija;
i. Conde Nicolás de Rosenborg (nac. 1997)
ii. Condesa María de Rosenborg
b. Condesa Marina de Rosenborg (nac. 1971)
D. Conde Viggo de Rosenborg (nac. Prince Viggo de Dinamarca) (1893-1970), sin hijos
E. Princesa Margaritade Dinamarca (1895-1992), casada con el príncipe Renato de Borbón-Parma, tuvo 3 hijos y 1 hija;
El príncipe Carl de Dinamarca dejó de usar sus títulos daneses al aceptar el trono noruego, convirtiéndose en el rey Haakon VII de Noruega.
El príncipe Felipe de Grecia y Dinamarca (futuro duque de Edimburgo) renunció al uso de sus títulos griego y danés antes de casarse con la princesa Isabel, heredera del trono británico y futura reina Isabel II.
La familia real griega continúa usando el título de «Príncipe [princesa] de Grecia y Dinamarca», pero ninguno de ellos tiene derechos de sucesión en Dinamarca desde 1953.

### Árbol genealógico de los Glücksburg
|                                                                           |                                                                           |                                                                           |                                                                           |                                                                           |                                                                           |  |  |                                                                                           |                                                                                           |                                                                                           |                                                                                           |                                                                                           |                                                                                           |  |  |                                               |                                               |                                               |                                               |                                               |                                               |  |  | Casa de Glücksburg |                                                                 |                                                                 |                                                                 |                                                                 |                                                                 |  |  |                                               |                                               |                                               |                                               |                                               |                                               |  |  |                                                       |                                                       |                                                       |                                                       |                                                       |                                                       |  |  |                                                                      |                                                                      |                                                                      |                                                                      |                                                                      |                                                                      |  |  |  |  |  |  |  |  |  |  |  |  |  |  |  |  |  |  |  |  |  |  |  |  |  |  |  |  |  |  |  |  |
|                                                                           |                                                                           |                                                                           |                                                                           |                                                                           |                                                                           |  |  |                                                                                           |                                                                                           |                                                                                           |                                                                                           |                                                                                           |                                                                                           |  |  |                                               |                                               |                                               |                                               |                                               |                                               |  |  | |                                                                 |                                                                 |                                                                 |                                                                 |                                                                 |  |  |                                               |                                               |                                               |                                               |                                               |                                               |  |  |                                                       |                                                       |                                                       |                                                       |                                                       |                                                       |  |  |                                                                      |                                                                      |                                                                      |                                                                      |                                                                      |                                                                      |  |  |  |  |  |  |  |  |  |  |  |  |  |  |  |  |  |  |  |  |  |  |  |  |  |  |  |  |  |  |  |  |
|                                                                           |                                                                           |                                                                           |                                                                           |                                                                           |                                                                           |  |  |                                                                                           |                                                                                           |                                                                                           |                                                                                           |                                                                                           |                                                                                           |  |  |                                               |                                               |                                               |                                               |                                               |                                               |  |  | Federico Guillermo Duque de Sonderburg-Beck r. 1816-1825 Duque de Schleswig- Holstein-Sonderburg- Glücksburg 1785-1825-1831 |                                                                 |                                                                 |                                                                 |                                                                 |                                                                 |  |  |                                               |                                               |                                               |                                               |                                               |                                               |  |  |                                                       |                                                       |                                                       |                                                       |                                                       |                                                       |  |  |                                                                      |                                                                      |                                                                      |                                                                      |                                                                      |                                                                      |  |  |  |  |  |  |  |  |  |  |  |  |  |  |  |  |  |  |  |  |  |  |  |  |  |  |  |  |  |  |  |  |
|                                                                           |                                                                           |                                                                           |                                                                           |                                                                           |                                                                           |  |  |                                                                                           |                                                                                           |                                                                                           |                                                                                           |                                                                                           |                                                                                           |  |  |                                               |                                               |                                               |                                               |                                               |                                               |  |  | |                                                                 |                                                                 |                                                                 |                                                                 |                                                                 |  |  |                                               |                                               |                                               |                                               |                                               |                                               |  |  |                                                       |                                                       |                                                       |                                                       |                                                       |                                                       |  |  |                                                                      |                                                                      |                                                                      |                                                                      |                                                                      |                                                                      |  |  |  |  |  |  |  |  |  |  |  |  |  |  |  |  |  |  |  |  |  |  |  |  |  |  |  |  |  |  |  |  |
|                                                                           |                                                                           |                                                                           |                                                                           |                                                                           |                                                                           |  |  |                                                                                           |                                                                                           |                                                                                           |                                                                                           |                                                                                           |                                                                                           |  |  |                                               |                                               |                                               |                                               |                                               |                                               |  |  | |                                                                 |                                                                 |                                                                 |                                                                 |                                                                 |  |  |                                               |                                               |                                               |                                               |                                               |                                               |  |  |                                                       |                                                       |                                                       |                                                       |                                                       |                                                       |  |  |                                                                      |                                                                      |                                                                      |                                                                      |                                                                      |                                                                      |  |  |  |  |  |  |  |  |  |  |  |  |  |  |  |  |  |  |  |  |  |  |  |  |  |  |  |  |  |  |  |  |
| Carlos Duque de Schleswig- Holstein-Sonderburg- Glücksburg 1813-1831-1878 | Carlos Duque de Schleswig- Holstein-Sonderburg- Glücksburg 1813-1831-1878 | Carlos Duque de Schleswig- Holstein-Sonderburg- Glücksburg 1813-1831-1878 | Carlos Duque de Schleswig- Holstein-Sonderburg- Glücksburg 1813-1831-1878 | Carlos Duque de Schleswig- Holstein-Sonderburg- Glücksburg 1813-1831-1878 | Carlos Duque de Schleswig- Holstein-Sonderburg- Glücksburg 1813-1831-1878 |  |  | Federico Duque de Schleswig- Holstein-Sonderburg- Glücksburg 1814-1878-1885               | Federico Duque de Schleswig- Holstein-Sonderburg- Glücksburg 1814-1878-1885               | Federico Duque de Schleswig- Holstein-Sonderburg- Glücksburg 1814-1878-1885               | Federico Duque de Schleswig- Holstein-Sonderburg- Glücksburg 1814-1878-1885               | Federico Duque de Schleswig- Holstein-Sonderburg- Glücksburg 1814-1878-1885               | Federico Duque de Schleswig- Holstein-Sonderburg- Glücksburg 1814-1878-1885               |  |  |                                               |                                               |                                               |                                               |                                               |                                               |  |  | Cristián IX Rey de Dinamarca 1818-1863-1906                                                                                 | Cristián IX Rey de Dinamarca 1818-1863-1906                     | Cristián IX Rey de Dinamarca 1818-1863-1906                     | Cristián IX Rey de Dinamarca 1818-1863-1906                     | Cristián IX Rey de Dinamarca 1818-1863-1906                     | Cristián IX Rey de Dinamarca 1818-1863-1906                     |  |  |                                               |                                               |                                               |                                               |                                               |                                               |  |  |                                                       |                                                       |                                                       |                                                       |                                                       |                                                       |  |  |                                                                      |                                                                      |                                                                      |                                                                      |                                                                      |                                                                      |  |  |  |  |  |  |  |  |  |  |  |  |  |  |  |  |  |  |  |  |  |  |  |  |  |  |  |  |  |  |  |  |
| Carlos Duque de Schleswig- Holstein-Sonderburg- Glücksburg 1813-1831-1878 | Carlos Duque de Schleswig- Holstein-Sonderburg- Glücksburg 1813-1831-1878 | Carlos Duque de Schleswig- Holstein-Sonderburg- Glücksburg 1813-1831-1878 | Carlos Duque de Schleswig- Holstein-Sonderburg- Glücksburg 1813-1831-1878 | Carlos Duque de Schleswig- Holstein-Sonderburg- Glücksburg 1813-1831-1878 | Carlos Duque de Schleswig- Holstein-Sonderburg- Glücksburg 1813-1831-1878 |  |  | Federico Duque de Schleswig- Holstein-Sonderburg- Glücksburg 1814-1878-1885               | Federico Duque de Schleswig- Holstein-Sonderburg- Glücksburg 1814-1878-1885               | Federico Duque de Schleswig- Holstein-Sonderburg- Glücksburg 1814-1878-1885               | Federico Duque de Schleswig- Holstein-Sonderburg- Glücksburg 1814-1878-1885               | Federico Duque de Schleswig- Holstein-Sonderburg- Glücksburg 1814-1878-1885               | Federico Duque de Schleswig- Holstein-Sonderburg- Glücksburg 1814-1878-1885               |  |  |                                               |                                               |                                               |                                               |                                               |                                               |  |  | Cristián IX Rey de Dinamarca 1818-1863-1906                                                                                 | Cristián IX Rey de Dinamarca 1818-1863-1906                     | Cristián IX Rey de Dinamarca 1818-1863-1906                     | Cristián IX Rey de Dinamarca 1818-1863-1906                     | Cristián IX Rey de Dinamarca 1818-1863-1906                     | Cristián IX Rey de Dinamarca 1818-1863-1906                     |  |  |                                               |                                               |                                               |                                               |                                               |                                               |  |  |                                                       |                                                       |                                                       |                                                       |                                                       |                                                       |  |  |                                                                      |                                                                      |                                                                      |                                                                      |                                                                      |                                                                      |  |  |  |  |  |  |  |  |  |  |  |  |  |  |  |  |  |  |  |  |  |  |  |  |  |  |  |  |  |  |  |  |
|                                                                           |                                                                           |                                                                           |                                                                           |                                                                           |                                                                           |  |  |                                                                                           |                                                                                           |                                                                                           |                                                                                           |                                                                                           |                                                                                           |  |  |                                               |                                               |                                               |                                               |                                               |                                               |  |  | |                                                                 |                                                                 |                                                                 |                                                                 |                                                                 |  |  |                                               |                                               |                                               |                                               |                                               |                                               |  |  |                                                       |                                                       |                                                       |                                                       |                                                       |                                                       |  |  |                                                                      |                                                                      |                                                                      |                                                                      |                                                                      |                                                                      |  |  |  |  |  |  |  |  |  |  |  |  |  |  |  |  |  |  |  |  |  |  |  |  |  |  |  |  |  |  |  |  |
|                                                                           |                                                                           |                                                                           |                                                                           |                                                                           |                                                                           |  |  | Federico Fernando Duque de Schleswig- Holstein-Sonderburg- Glücksburg 1855-1885-1931-1934 | Federico Fernando Duque de Schleswig- Holstein-Sonderburg- Glücksburg 1855-1885-1931-1934 | Federico Fernando Duque de Schleswig- Holstein-Sonderburg- Glücksburg 1855-1885-1931-1934 | Federico Fernando Duque de Schleswig- Holstein-Sonderburg- Glücksburg 1855-1885-1931-1934 | Federico Fernando Duque de Schleswig- Holstein-Sonderburg- Glücksburg 1855-1885-1931-1934 | Federico Fernando Duque de Schleswig- Holstein-Sonderburg- Glücksburg 1855-1885-1931-1934 |  |  | Federico VIII Rey de Dinamarca 1843-1906-1912 | Federico VIII Rey de Dinamarca 1843-1906-1912 | Federico VIII Rey de Dinamarca 1843-1906-1912 | Federico VIII Rey de Dinamarca 1843-1906-1912 | Federico VIII Rey de Dinamarca 1843-1906-1912 | Federico VIII Rey de Dinamarca 1843-1906-1912 |  |  | Jorge I Rey de los Helenos 1845-1863-1913                                                                                   | Jorge I Rey de los Helenos 1845-1863-1913                       | Jorge I Rey de los Helenos 1845-1863-1913                       | Jorge I Rey de los Helenos 1845-1863-1913                       | Jorge I Rey de los Helenos 1845-1863-1913                       | Jorge I Rey de los Helenos 1845-1863-1913                       |  |  |                                               |                                               |                                               |                                               |                                               |                                               |  |  |                                                       |                                                       |                                                       |                                                       |                                                       |                                                       |  |  |                                                                      |                                                                      |                                                                      |                                                                      |                                                                      |                                                                      |  |  |  |  |  |  |  |  |  |  |  |  |  |  |  |  |  |  |  |  |  |  |  |  |  |  |  |  |  |  |  |  |
|                                                                           |                                                                           |                                                                           |                                                                           |                                                                           |                                                                           |  |  | Federico Fernando Duque de Schleswig- Holstein-Sonderburg- Glücksburg 1855-1885-1931-1934 | Federico Fernando Duque de Schleswig- Holstein-Sonderburg- Glücksburg 1855-1885-1931-1934 | Federico Fernando Duque de Schleswig- Holstein-Sonderburg- Glücksburg 1855-1885-1931-1934 | Federico Fernando Duque de Schleswig- Holstein-Sonderburg- Glücksburg 1855-1885-1931-1934 | Federico Fernando Duque de Schleswig- Holstein-Sonderburg- Glücksburg 1855-1885-1931-1934 | Federico Fernando Duque de Schleswig- Holstein-Sonderburg- Glücksburg 1855-1885-1931-1934 |  |  | Federico VIII Rey de Dinamarca 1843-1906-1912 | Federico VIII Rey de Dinamarca 1843-1906-1912 | Federico VIII Rey de Dinamarca 1843-1906-1912 | Federico VIII Rey de Dinamarca 1843-1906-1912 | Federico VIII Rey de Dinamarca 1843-1906-1912 | Federico VIII Rey de Dinamarca 1843-1906-1912 |  |  | Jorge I Rey de los Helenos 1845-1863-1913                                                                                   | Jorge I Rey de los Helenos 1845-1863-1913                       | Jorge I Rey de los Helenos 1845-1863-1913                       | Jorge I Rey de los Helenos 1845-1863-1913                       | Jorge I Rey de los Helenos 1845-1863-1913                       | Jorge I Rey de los Helenos 1845-1863-1913                       |  |  |                                               |                                               |                                               |                                               |                                               |                                               |  |  |                                                       |                                                       |                                                       |                                                       |                                                       |                                                       |  |  |                                                                      |                                                                      |                                                                      |                                                                      |                                                                      |                                                                      |  |  |  |  |  |  |  |  |  |  |  |  |  |  |  |  |  |  |  |  |  |  |  |  |  |  |  |  |  |  |  |  |
|                                                                           |                                                                           |                                                                           |                                                                           |                                                                           |                                                                           |  |  |                                                                                           |                                                                                           |                                                                                           |                                                                                           |                                                                                           |                                                                                           |  |  |                                               |                                               |                                               |                                               |                                               |                                               |  |  | |                                                                 |                                                                 |                                                                 |                                                                 |                                                                 |  |  |                                               |                                               |                                               |                                               |                                               |                                               |  |  |                                                       |                                                       |                                                       |                                                       |                                                       |                                                       |  |  |                                                                      |                                                                      |                                                                      |                                                                      |                                                                      |                                                                      |  |  |  |  |  |  |  |  |  |  |  |  |  |  |  |  |  |  |  |  |  |  |  |  |  |  |  |  |  |  |  |  |
|                                                                           |                                                                           |                                                                           |                                                                           |                                                                           |                                                                           |  |  | Cristián X Rey de Dinamarca r. 1912-1947 Rey de Islandia 1870-1918-1944-1947              | Cristián X Rey de Dinamarca r. 1912-1947 Rey de Islandia 1870-1918-1944-1947              | Cristián X Rey de Dinamarca r. 1912-1947 Rey de Islandia 1870-1918-1944-1947              | Cristián X Rey de Dinamarca r. 1912-1947 Rey de Islandia 1870-1918-1944-1947              | Cristián X Rey de Dinamarca r. 1912-1947 Rey de Islandia 1870-1918-1944-1947              | Cristián X Rey de Dinamarca r. 1912-1947 Rey de Islandia 1870-1918-1944-1947              |  |  | Haakon VII Rey de Noruega 1872-1905-1957      | Haakon VII Rey de Noruega 1872-1905-1957      | Haakon VII Rey de Noruega 1872-1905-1957      | Haakon VII Rey de Noruega 1872-1905-1957      | Haakon VII Rey de Noruega 1872-1905-1957      | Haakon VII Rey de Noruega 1872-1905-1957      |  |  | Constantino I Rey de los Helenos 1868-1913-1917, 1920-1922-1923                                                             | Constantino I Rey de los Helenos 1868-1913-1917, 1920-1922-1923 | Constantino I Rey de los Helenos 1868-1913-1917, 1920-1922-1923 | Constantino I Rey de los Helenos 1868-1913-1917, 1920-1922-1923 | Constantino I Rey de los Helenos 1868-1913-1917, 1920-1922-1923 | Constantino I Rey de los Helenos 1868-1913-1917, 1920-1922-1923 |  |  |                                               |                                               |                                               |                                               |                                               |                                               |  |  |                                                       |                                                       |                                                       |                                                       |                                                       |                                                       |  |  | Andrés de Grecia 1882-1944                                           | Andrés de Grecia 1882-1944                                           | Andrés de Grecia 1882-1944                                           | Andrés de Grecia 1882-1944                                           | Andrés de Grecia 1882-1944                                           | Andrés de Grecia 1882-1944                                           |  |  |  |  |  |  |  |  |  |  |  |  |  |  |  |  |  |  |  |  |  |  |  |  |  |  |  |  |  |  |  |  |
|                                                                           |                                                                           |                                                                           |                                                                           |                                                                           |                                                                           |  |  | Cristián X Rey de Dinamarca r. 1912-1947 Rey de Islandia 1870-1918-1944-1947              | Cristián X Rey de Dinamarca r. 1912-1947 Rey de Islandia 1870-1918-1944-1947              | Cristián X Rey de Dinamarca r. 1912-1947 Rey de Islandia 1870-1918-1944-1947              | Cristián X Rey de Dinamarca r. 1912-1947 Rey de Islandia 1870-1918-1944-1947              | Cristián X Rey de Dinamarca r. 1912-1947 Rey de Islandia 1870-1918-1944-1947              | Cristián X Rey de Dinamarca r. 1912-1947 Rey de Islandia 1870-1918-1944-1947              |  |  | Haakon VII Rey de Noruega 1872-1905-1957      | Haakon VII Rey de Noruega 1872-1905-1957      | Haakon VII Rey de Noruega 1872-1905-1957      | Haakon VII Rey de Noruega 1872-1905-1957      | Haakon VII Rey de Noruega 1872-1905-1957      | Haakon VII Rey de Noruega 1872-1905-1957      |  |  | Constantino I Rey de los Helenos 1868-1913-1917, 1920-1922-1923                                                             | Constantino I Rey de los Helenos 1868-1913-1917, 1920-1922-1923 | Constantino I Rey de los Helenos 1868-1913-1917, 1920-1922-1923 | Constantino I Rey de los Helenos 1868-1913-1917, 1920-1922-1923 | Constantino I Rey de los Helenos 1868-1913-1917, 1920-1922-1923 | Constantino I Rey de los Helenos 1868-1913-1917, 1920-1922-1923 |  |  |                                               |                                               |                                               |                                               |                                               |                                               |  |  |                                                       |                                                       |                                                       |                                                       |                                                       |                                                       |  |  | Andrés de Grecia 1882-1944                                           | Andrés de Grecia 1882-1944                                           | Andrés de Grecia 1882-1944                                           | Andrés de Grecia 1882-1944                                           | Andrés de Grecia 1882-1944                                           | Andrés de Grecia 1882-1944                                           |  |  |  |  |  |  |  |  |  |  |  |  |  |  |  |  |  |  |  |  |  |  |  |  |  |  |  |  |  |  |  |  |
|                                                                           |                                                                           |                                                                           |                                                                           |                                                                           |                                                                           |  |  |                                                                                           |                                                                                           |                                                                                           |                                                                                           |                                                                                           |                                                                                           |  |  |                                               |                                               |                                               |                                               |                                               |                                               |  |  | |                                                                 |                                                                 |                                                                 |                                                                 |                                                                 |  |  |                                               |                                               |                                               |                                               |                                               |                                               |  |  |                                                       |                                                       |                                                       |                                                       |                                                       |                                                       |  |  |                                                                      |                                                                      |                                                                      |                                                                      |                                                                      |                                                                      |  |  |  |  |  |  |  |  |  |  |  |  |  |  |  |  |  |  |  |  |  |  |  |  |  |  |  |  |  |  |  |  |
|                                                                           |                                                                           |                                                                           |                                                                           |                                                                           |                                                                           |  |  | Federico IX Rey de Dinamarca 1899-1947-1972                                               | Federico IX Rey de Dinamarca 1899-1947-1972                                               | Federico IX Rey de Dinamarca 1899-1947-1972                                               | Federico IX Rey de Dinamarca 1899-1947-1972                                               | Federico IX Rey de Dinamarca 1899-1947-1972                                               | Federico IX Rey de Dinamarca 1899-1947-1972                                               |  |  | Olaf V Rey de Noruega 1903-1957-1991          | Olaf V Rey de Noruega 1903-1957-1991          | Olaf V Rey de Noruega 1903-1957-1991          | Olaf V Rey de Noruega 1903-1957-1991          | Olaf V Rey de Noruega 1903-1957-1991          | Olaf V Rey de Noruega 1903-1957-1991          |  |  | Jorge II Rey de los Helenos r. 1922-1924, 1935-1947 1890-1947                                                               | Jorge II Rey de los Helenos r. 1922-1924, 1935-1947 1890-1947   | Jorge II Rey de los Helenos r. 1922-1924, 1935-1947 1890-1947   | Jorge II Rey de los Helenos r. 1922-1924, 1935-1947 1890-1947   | Jorge II Rey de los Helenos r. 1922-1924, 1935-1947 1890-1947   | Jorge II Rey de los Helenos r. 1922-1924, 1935-1947 1890-1947   |  |  | Alejandro I Rey de los Helenos 1893-1917-1920 | Alejandro I Rey de los Helenos 1893-1917-1920 | Alejandro I Rey de los Helenos 1893-1917-1920 | Alejandro I Rey de los Helenos 1893-1917-1920 | Alejandro I Rey de los Helenos 1893-1917-1920 | Alejandro I Rey de los Helenos 1893-1917-1920 |  |  | Pablo Rey de los Helenos 1901-1947-1964               | Pablo Rey de los Helenos 1901-1947-1964               | Pablo Rey de los Helenos 1901-1947-1964               | Pablo Rey de los Helenos 1901-1947-1964               | Pablo Rey de los Helenos 1901-1947-1964               | Pablo Rey de los Helenos 1901-1947-1964               |  |  | Felipe de Edimburgo Príncipe Consorte del Reino Unido 1921-1953-2021 | Felipe de Edimburgo Príncipe Consorte del Reino Unido 1921-1953-2021 | Felipe de Edimburgo Príncipe Consorte del Reino Unido 1921-1953-2021 | Felipe de Edimburgo Príncipe Consorte del Reino Unido 1921-1953-2021 | Felipe de Edimburgo Príncipe Consorte del Reino Unido 1921-1953-2021 | Felipe de Edimburgo Príncipe Consorte del Reino Unido 1921-1953-2021 |  |  |  |  |  |  |  |  |  |  |  |  |  |  |  |  |  |  |  |  |  |  |  |  |  |  |  |  |  |  |  |  |
|                                                                           |                                                                           |                                                                           |                                                                           |                                                                           |                                                                           |  |  | Federico IX Rey de Dinamarca 1899-1947-1972                                               | Federico IX Rey de Dinamarca 1899-1947-1972                                               | Federico IX Rey de Dinamarca 1899-1947-1972                                               | Federico IX Rey de Dinamarca 1899-1947-1972                                               | Federico IX Rey de Dinamarca 1899-1947-1972                                               | Federico IX Rey de Dinamarca 1899-1947-1972                                               |  |  | Olaf V Rey de Noruega 1903-1957-1991          | Olaf V Rey de Noruega 1903-1957-1991          | Olaf V Rey de Noruega 1903-1957-1991          | Olaf V Rey de Noruega 1903-1957-1991          | Olaf V Rey de Noruega 1903-1957-1991          | Olaf V Rey de Noruega 1903-1957-1991          |  |  | Jorge II Rey de los Helenos r. 1922-1924, 1935-1947 1890-1947                                                               | Jorge II Rey de los Helenos r. 1922-1924, 1935-1947 1890-1947   | Jorge II Rey de los Helenos r. 1922-1924, 1935-1947 1890-1947   | Jorge II Rey de los Helenos r. 1922-1924, 1935-1947 1890-1947   | Jorge II Rey de los Helenos r. 1922-1924, 1935-1947 1890-1947   | Jorge II Rey de los Helenos r. 1922-1924, 1935-1947 1890-1947   |  |  | Alejandro I Rey de los Helenos 1893-1917-1920 | Alejandro I Rey de los Helenos 1893-1917-1920 | Alejandro I Rey de los Helenos 1893-1917-1920 | Alejandro I Rey de los Helenos 1893-1917-1920 | Alejandro I Rey de los Helenos 1893-1917-1920 | Alejandro I Rey de los Helenos 1893-1917-1920 |  |  | Pablo Rey de los Helenos 1901-1947-1964               | Pablo Rey de los Helenos 1901-1947-1964               | Pablo Rey de los Helenos 1901-1947-1964               | Pablo Rey de los Helenos 1901-1947-1964               | Pablo Rey de los Helenos 1901-1947-1964               | Pablo Rey de los Helenos 1901-1947-1964               |  |  | Felipe de Edimburgo Príncipe Consorte del Reino Unido 1921-1953-2021 | Felipe de Edimburgo Príncipe Consorte del Reino Unido 1921-1953-2021 | Felipe de Edimburgo Príncipe Consorte del Reino Unido 1921-1953-2021 | Felipe de Edimburgo Príncipe Consorte del Reino Unido 1921-1953-2021 | Felipe de Edimburgo Príncipe Consorte del Reino Unido 1921-1953-2021 | Felipe de Edimburgo Príncipe Consorte del Reino Unido 1921-1953-2021 |  |  |  |  |  |  |  |  |  |  |  |  |  |  |  |  |  |  |  |  |  |  |  |  |  |  |  |  |  |  |  |  |
|                                                                           |                                                                           |                                                                           |                                                                           |                                                                           |                                                                           |  |  | Margarita II Reina de Dinamarca 1899-1972-presente                                        | Margarita II Reina de Dinamarca 1899-1972-presente                                        | Margarita II Reina de Dinamarca 1899-1972-presente                                        | Margarita II Reina de Dinamarca 1899-1972-presente                                        | Margarita II Reina de Dinamarca 1899-1972-presente                                        | Margarita II Reina de Dinamarca 1899-1972-presente                                        |  |  | Harald V Rey de Noruega 1937-1991-presente    | Harald V Rey de Noruega 1937-1991-presente    | Harald V Rey de Noruega 1937-1991-presente    | Harald V Rey de Noruega 1937-1991-presente    | Harald V Rey de Noruega 1937-1991-presente    | Harald V Rey de Noruega 1937-1991-presente    |  |  | |                                                                 |                                                                 |                                                                 |                                                                 |                                                                 |  |  |                                               |                                               |                                               |                                               |                                               |                                               |  |  | Constantino II Rey de los Helenos 1940-1964-1973-2023 | Constantino II Rey de los Helenos 1940-1964-1973-2023 | Constantino II Rey de los Helenos 1940-1964-1973-2023 | Constantino II Rey de los Helenos 1940-1964-1973-2023 | Constantino II Rey de los Helenos 1940-1964-1973-2023 | Constantino II Rey de los Helenos 1940-1964-1973-2023 |  |  | Carlos III Rey de Reino Unido 1948-2022-presente                     | Carlos III Rey de Reino Unido 1948-2022-presente                     | Carlos III Rey de Reino Unido 1948-2022-presente                     | Carlos III Rey de Reino Unido 1948-2022-presente                     | Carlos III Rey de Reino Unido 1948-2022-presente                     | Carlos III Rey de Reino Unido 1948-2022-presente                     |  |  |  |  |  |  |  |  |  |  |  |  |  |  |  |  |  |  |  |  |  |  |  |  |  |  |  |  |  |  |  |  |